# 国际海底管理局
国际海底管理局（英語：International Seabed Authority，縮寫）是管理国际海底区域及其资源的政府間组织，根据第三次聯合國海洋法會議决议，由167個成員國和歐洲聯盟根據1982年《聯合國海洋法公約》及其執行協定建立，並於1983年3月成立联合国国际海底管理局和国际海洋法法庭筹备委员会，简称海底筹委会。
主要任务是为筹备建立国际海底管理局和国际海洋法法庭而制定有关规则、规章，处理先驱投资者申请登记问题。
1994年11月16日，海洋法公约生效，同年，国际海底管理局在牙买加首都金斯敦宣告正式成立。

## 起源
国际海底管理局是根据1982年 海洋法公约 所设立的国际机构，是《联合国海洋法公约》缔约国组织和控制各国管辖范围以外的国际海底区域内的活动，特别是管理有關海域内资源的组织。
《联合国海洋法公约》第308条规定，管理局大会应在《联合国海洋法公约》生效之日召开。《联合国海洋法公约》在1994年11月16日生效，管理局于当日宣布成立。
直至1999年8月，管理局一共召开了五届十一期的会议。

## 主要職能
1. 处理请求核准勘探工作计划的申请并监督已核准勘探工作计划的履行
2. 执行国际海底管理局和国际海洋法法庭筹备委员会所作出的关于已登记先驱投资者的决定
3. 监测和审查深海底采矿活动方面的趋势和发展
4. 研究深海底矿物生产对生产相应矿物的发展中陆地生产国的经济可能产生的影响
5. 制定海底开发活动及保护海洋环境所需要的规则、规章和程序
6. 促进和鼓励进行海底采矿方面的海洋科学研究

## 採礦守則
採礦守則是指國際海底管理局為管理國際海底區域之中海洋礦物的勘探，勘探和開採而制訂的一整套全面性規則，條例和程序（界定為超出界限的海底和底土國家管轄權）。
所有規則，條例及程序都是在1982年《聯合國海洋法公約》及1994年《深海採礦實施協定》所確定的框架內制訂的。
迄今為止，管理局已頒布了以下規則或規定：
- 《區域內多金屬結核探礦和勘探規則》（2000年7月13日通過），後來於2013年7月25日更新和通過
- 《區域內多金屬硫化物探礦和勘探規定》（2010年5月7日通過）
- 《鐵錳結殼勘探與探測條例》（2012年7月27日通過）。

這些規定包括申請勘探權所需的表格以及勘探合同的標準條款。
這些規定的全套內容將構成“採礦守則”的一部分，連同管理局法律和技術委員會關於指導承包者評估多金屬結核勘探的環境影響的建議。